# William Samwell
William Samwell (1628-1676) foi um arquiteto inglês. Nasceu em Dean's Yard, Westminster, para Anthony Samwell, filho de Sir William Samwell, Auditor do Tesouro à rainha Isabel I.
Foi um dos arquitetos cavalheiro que ajudaram a definir o estilo arquitetônico que estava na moda depois da Restauração. Um de seus principais edifícios estava em Grange Park, Northington que ele projetou e construiu entre 1664 e 1670 para Sir Robert Henley. Não existem imagens conhecidas da casa de Samwell. The Grange, Northington foi posteriormente remodelada por William Wilkins e é uma das primeiras casas Revival grego na Europa. Ele também projetou e construiu a  entre 1664-1665 para Edward Proger.
Tendo estabelecido a si mesmo sob o reinado de Carlos II, ele foi contratado para construir a residência do Rei, em Newmarket, Suffolk entre 1668 e 1671. Algum tempo depois de 1814, a maior parte da residência foi demolida. Hoje, o bloco sudeste restante é conhecida como 'O Palácio House Mansion'.
Em 1672, Samwell e William Bruce ampliaram e remodelaram a Ham House, a residência de John Maitland, 1.º Duque de Lauderdale e Elizabeth, 2.ª Condessa de Dysart.
Entre 1674 e 1675, Samwell projetou o ala oeste do Felbrigg Hall e a original Eaton Hall, mas ele não viveu para ver esses dois últimos projetos até o fim da sua construção. Os projetos de Samwell para a ala oeste estão hoje em exposição dentro da Felbrigg Hall, assinada e datada de 1674.